# Skellerup Glacier
Skellerup Glacier är en glaciär i Antarktis. Den ligger i Östantarktis. Australien gör anspråk på området. Skellerup Glacier ligger 1 786 meter över havet.
Terrängen runt Skellerup Glacier är huvudsakligen platt, men söderut är den kuperad. Trakten är obefolkad. Det finns inga samhällen i närheten. 